# Герсдорф, Юлиус
Юлиус Герсдорф (нем. Julius Gersdorff, 15 июня 1849, Штеттин (ныне – Щецин) — 7 ноября 1907, Веймар) — немецкий поэт, номинант на Нобелевскую премию по литературе 1901 года.

## Биография
Юлиус Герсдорф родился в 1849 году в городе Штеттин в прусской провинции Померания (ныне – польский город Щецин) в семье кантора.
В 1870-1871 годах участвовал во Франко-прусской войне.
До 1894 года работал журналистом, а затем начал профессионально заниматься литературой.
Известен, прежде всего, как поэт, автор лирических стихотворений, которые были положены на музыку более 400 раз. К его творчеству обращались такие композиторы, как Макс Регер, Гуго Юнгст и др.
Среди других произведений Герсдорфа – поэмы, пьесы, сказки, сборники афоризмов, а также несколько антисемитских сочинений.
В 1901 году немецкий композитор, профессор Королевской музыкальной академии в Дрездене Карл Генрих Дёринг, также сочинявший песни на его стихи, выдвинул Юлиуса Герсдорфа на соискание первой Нобелевской премии по литературе.
7 ноября 1907 года в Веймаре Юлиус Герсдорф покончил жизнь самоубийством.

## Произведения
- Природа и мир: Стихотворения (Natur und Welt: Gedichte, 1894)
- Элиана (Eliana, 1894)
- Песни лютниста: Стихотворения (Lautenspielers Lieder: Gedichte, 1894)
- Глоссы: Юмористическо-ироническо-сатирические стихи (Glossen: Humoristisch-ironisch-satirische Reimereien, 1894)
- Клеопатра: Драма (Kleopatra: Drama, 1894)
- Путь шарманщика: Стихотворения (Spielmannsweisen: Gedichte, 1895)
- Книга песен (Buch der Lieder, 1896)
- Песни шарманщика (Spielmannslieder, 1896)
- Небесные розы: Стихотворения (Himmelsrosen: Gedichte, 1896)
- Из странствий шарманщика: Стихотворения (Von der Spielmannsfahrt: Gedichte, 1896)
- Сборник тюрингских песен (Thüringer Liederalbum, 1896)
- Приветствие из Тюрингии (Gruß aus Thüringen, 1898)
- Принц Еловые Иголки: Сказка (Prinz Fichtennadel: Märchen, 1898)
- Ангелочек (Des Kindes Engel, 1898)
- Песни солнца: Новые стихи (Sonnenlieder: Neue Dichtungen, 1899)
- Музыкальные фрагменты (Musikantenstücklein, 1900)
- Международное еврейство и чёрная магия (Das internationale Judentum und die Schwarze Magie, 1900)
- Эккехард: Сказка (Ekkehard: Märchen, 1901)
- На ярмарке жизни (Vom Lebensmarkt, 1902)
- Чёрная неблагодарность (Die Schwarzanixe, 1902)
- Сокровищница песен Герсдорфа (Gersdorffs Liederschatz, 1902)
- Гёте и магия (Goethe und die Magie, 1903)
- То, что поёт шарманщик: Новые песни (Was der Spielmann singt: Neue Lieder, 1904)
- Из глубин жизни: Стихотворения (Aus Lebenstiefen: Gedichte, 1904)
- Новые песни из странствий веселого шарманщика (Neue Lieder von froher Spielmannsfahrt, 1906)
- Новые песни старого тюрингского барда Юлиуса Герсдорфа (Neue Lieder des alten thüringischen Barden Julius Gersdorffs, 1906)
- Сплетение мира: Мысли и изречения (Weltweben: Gedanken und Sprüche, 1907)
- Букет цветов: Новые песни (Ein Blütenstrauß: Neue Lieder, 1907)
- Приветствие из Тюрингии: Новые песни (Gruß aus Thüringen: Neue Lieder, 1907)